# Kavkaška fronta
Kavkaška fronta (rusko: Кавказский фронт) je bilo ime Ruskih vojaških dejavnosti na Kavkaških in Perzijskih kampanjah. Ruska vojaška zgodovina meni, da je Kavkaška in Perzijska kampanja ločen teater Velike vojne, kjer so bile vse te kampanje pod nadzorom Illarion Vorontsov-Dashkov in nato Nikolaja Yudenicha.
Zahodni viri teh kampanj so bile izvedene z različnimi ekspedicijskami silami med Bližnje vzhodnim potekom vojne. Ta vidik je tudi ohranjen za  Otomanske vojaške dejavnosti. 3. Armada se je ukvarjala predvsem z Kavkaško, 2. Armada pa z Perzijsko kampanjo.